# Доленко Григорій Назарович

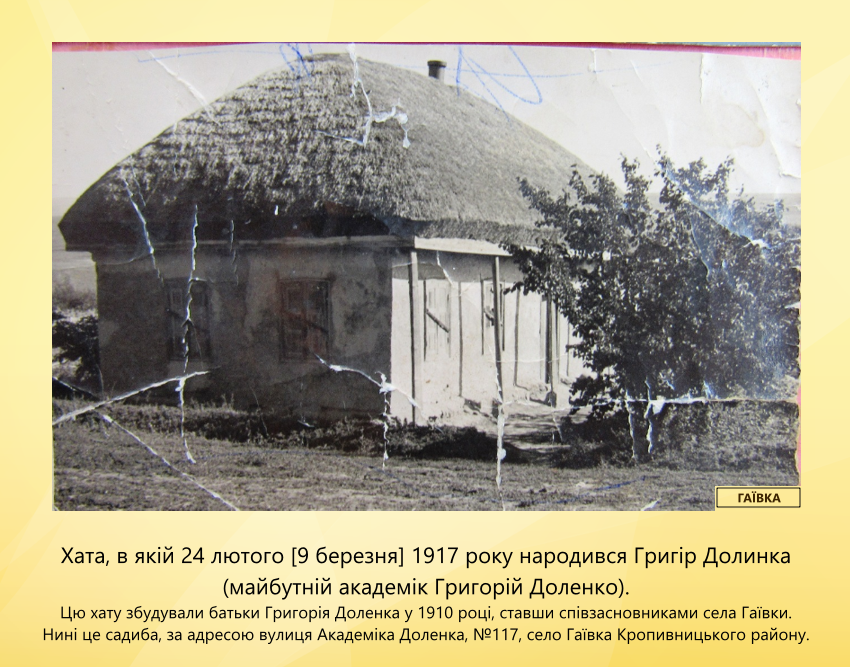
Хата, в якій народився академік Григорій Доленко. Це місце знаходиться за адресою: вулиця Академіка Доленка, №117, село Гаївка Кропивницького району.

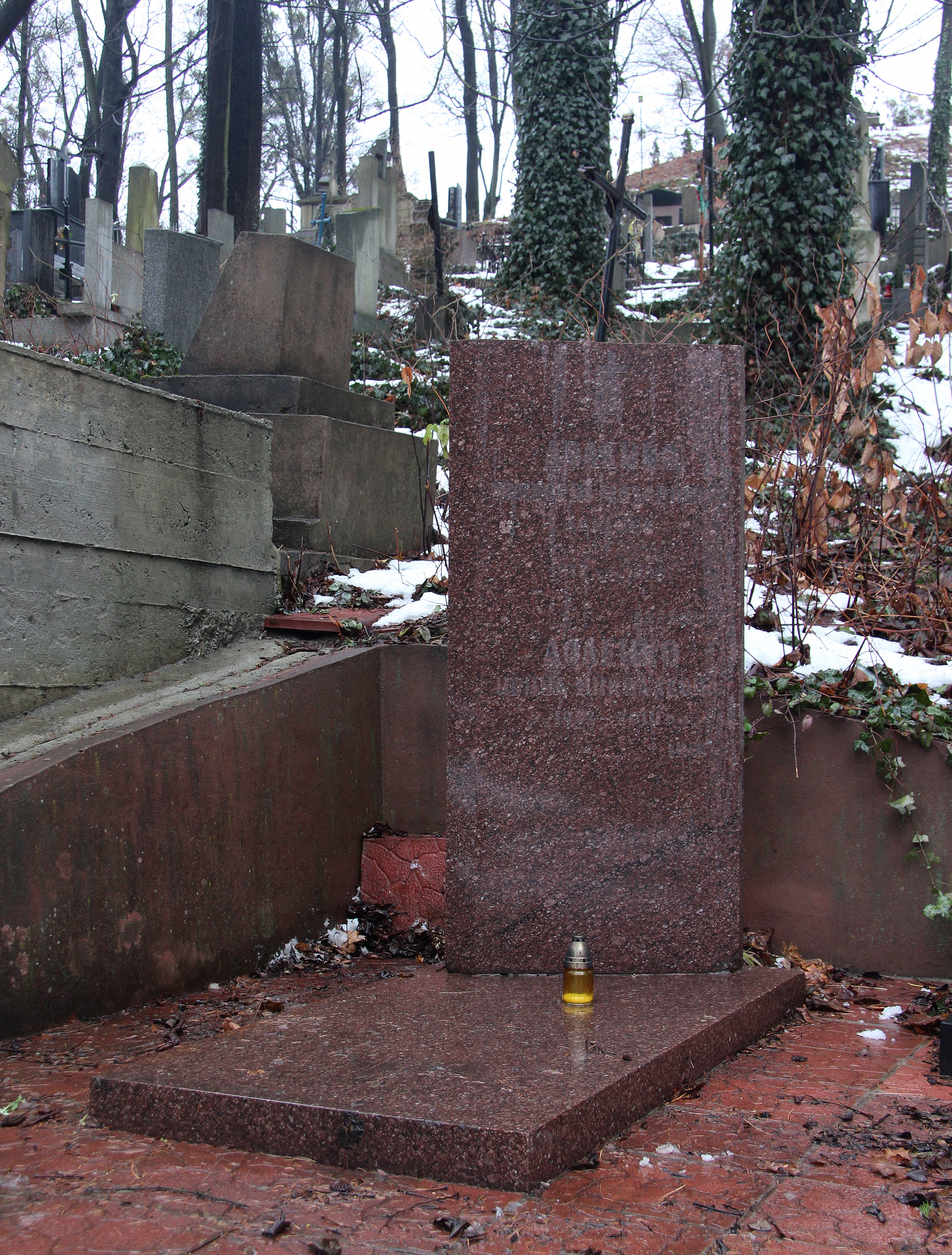

Григорій Назарович Доленко (24 лютого 1917, с. Гаївка — 16 грудня 1990, Львів) — український геолог та геофізик, Академік НАН України (1979).

## Біографія
Григорій Назарович Доленко народився 24 лютого (за новим стилем 9 березня) 1917 року в с. Гаївка неподалік сучасного м. Кропивницького. Йому, наймолодшому серед восьми дітей у працьовитій селянській родині, змалку довелося зазнати бід, що їх принесли українському народові колективізація та Голодомор. Коли 1932 року, після кількох рейдів «бригад хлібозаготівлі», діти почали пухнути з голоду, батько за одну ніч зібрав і вивіз сім’ю на Донбас.   
Середню школу Григорій закінчив у Макіївці (1935). А далі був Харківський державний університет імені Горького (нині Харківський національний університет імені Василя Каразіна), де він в 1935 – 940 роках навчався на геологічному відділенні геолого-географічного факультету. Його викладачами стали доктор географічних наук, відомий мандрівник Микола Ізмайлович Дмитрієв (1886–1957), доктор геолого-мінералогічних наук Дмитро Миколайович Соболєв (1872–1949), видатний фізик, лауреат Нобелівської премії Лев Давидович Ландау (1908–1968).  
По закінченні університету (1940) Г. Н. Доленко, дипломований геолог, отримав скерування на нафтопромисли Краснодарського краю, проте невдовзі, з початком війни (1941), його прикликали до армії, де він, уже як молодший лейтенант, служив командиром саперної роти. У 1942 р. відповідно до рішення Державного Комітету Оборони СРСР Г. Н. Доленко був демобілізований і скерований до Поволжя. Тут він працював старшим геологом Заглядинської контори розвідувального буріння тресту «Бугурусланнафта». За його участю відкриті нафтогазове родовище Заглядино та газові родовища Султунгулове і Тарханівка. У 1944 р. з відновленням нафтодобування в Бориславі Григорій Доленко стає головним геологом Бориславської контори буріння і бере безпосередню участь у складанні першого повоєнного п’ятирічного плану розвитку нафтової промисловості та геологорозвідувальних робіт УРСР. 1945 року Григорія Доленка відряджають до Австрії у Радянське нафтове управління, де протягом п’яти років він працював головним геологом Головної контори промислів, завідувачем геологорозвідувального відділу (м. Цистерсдорф), а згодом – головним геологом управління у Відні. Під його керівництвом і за його безпосередньої участі проводилися пошуковорозвідувальні роботи на нафту і газ у Віденському басейні. Вони увінчалися відкриттям найбільшого у Європі родовища нафти Матцен, родовища Адерклаа та газових родовищ Шонкірхен і найбільшого в Австрії Цвендорф. 
З поверненням на батьківщину Г. Н. Доленко очолює геологічну службу тресту «Укрнафтогазрозвідка» у Львові (1950–1952) і стає одним з першовідкривачів родовищ нафти Долинського, Північнодолинського, Ново-Битківського, Орів-Уличнянського, Струтинського. Віддаючи багато сил та енергії виробництву, Доленко водночас активно займається науковими дослідженнями. Схильність до науково-дослідної роботи зумовила його перехід у травні 1952 р. на роботу до Інституту геології корисних копалин АН УРСР (нині Інститут геології і геохімії горючих копалин НАН України), тут починається його наукова діяльність. 1953 року він захистив кандидатську дисертацію, присвячену аналізу основних рис геологічної будови і умов формування нафтових покладів Західної частини Карпатської геосинклінальної зони; з 1955 р. старший науковий співробітник; у 1959 р. призначений заступником директора з наукової роботи; 1961 року успішно захистив докторську дисертацію на тему: «Умови формування і закономірності розміщення нафтових і газових родовищ Карпат»; у 1963 р. йому присвоєно вчене звання професора. Визнанням наукових заслуг Г. Н. Доленка є обрання його у 1964 р. член-кореспондентом АН УРСР і директором Інституту геології і геохімії горючих копалин АН УРСР, у 1979 р. академіком АН УРСР.  
Григорій Назарович Доленко з властивою йому енергією віддавав багато сил удосконаленню організації наукової роботи, пропаганді наукових знань, підготовці кадрів вищої кваліфікації. Головні події в науково-організаційній діяльності Інституту під керівництвом Г. Н. Доленка:  
1961 р. створено відділ геології нафти й газу, яким Г. Н. Доленко керував упродовж цілого життя. Сформовано школу геологів і геохіміків-нафтовиків, яка успішно розробляє теоретичні питання нафтогазової науки. Інтенсифікуються експериментальні роботи з мінерального синтезу вуглеводнів, створюються геолого-геофізичні моделі синтезу вуглеводнів у провінціях України та з'ясовуються умови формування і закономірності розміщення в них родовищ нафти і газу, починаються роботи щодо створення нових технологій для комплексного використання менілітових сланців. Вченими Інституту, здійснена експертна оцінка потенційних ресурсів нафти і газу, обґрунтовано перспективи нафтогазоносності та напрямки геологорозвідувальних робіт у провінціях України.  
Григорій Доленко – визначний організатор геологічної науки в Україні. З 1965 р. він член бюро Відділення наук про Землю Президії НАН України; 1971 р. – перший голова Західного наукового центру АН УРСР; з 1972 р. – член бюро і голова секції наук про Землю Західного наукового центру АН УРСР. Учений очолював Наукову раду АН УРСР з проблеми «Геологія і геохімія горючих копалин» (1981), регіональну комісію Української СРСР Наукової ради АН СРСР з проблем утворення нафти і газу. Він був членом Вчених рад Львівського державного університету імені Івана Франка, Українського науково-дослідного геологорозвідувального інституту, Івано-Франківського інституту нафти і газу, членом Експертної геологічної ради Міністерства геології УРСР, Міжвідомчої комісії Ради виробничих сил АН УРСР з проблеми «Прогноз паливно-енергетичних ресурсів і загальні проблеми розвитку енергетики Української РСР», міжвідомчої комісії з вивчення солянокупольних областей і пов’язаних з ними корисних копалин, Науково-інженерної постійної комісії з проблеми підвищення нафтовіддачі нафтових родовищ Президії АН УРСР, секції геології, геофізики, геохімії і географії Комітету з Державних премій Української РСР в галузі науки і техніки, Президії Львівського геологічного товариства.  
Був головним редактором наукового журналу «Геологія і геохімія горючих копалин» (1965–1984), входив до складу редакційних колегій «Геологічного журналу», «Геологічного збірника» та ін. Його власний науковий доробок становить понад 450 наукових праць. Так, теоретичні і практичні розробки Г. Н. Доленка викладені у його монографіях: «Геология нефти и газа Карпат» (1962), «Закономерности размещения нефти и газа Днепровско-Донецкой нефтегазоносной провинции» (1968), «Нефтегазоносность Крыма» (1968), «Закономірності нафтогазоносності Передкарпатського і Закарпатського прогинів» (1969), «Разломная тектоника Предкарпатского и Закарпатского прогибов и ее влияние на распределение залежей нефти и газа» (1976), «Глубинное строение, развитие и нефтегазоносность Украинских Карпат» (1980), «Тектоника и нефтегазоносность Днепровско-Донецкой впадины» (1981), «Нефтегазоносные провинции Украины» (1985), «Геология и геохимия нефти и газа» (1990) та ін. Науковим кредо Г. Н. Доленка стала монографія «Происхождение нефти и газа и нефтегазонакопление в земной коре» (1986): тут показано історію розвитку поглядів на генезис нафти і газу, їх міграцію і акумуляцію у родовищах, а також обґрунтовано сучасну теорію мінерального синтезу нафти і газу в умовах астеносфери мантії Землі. За наукове обґрунтування і відкриття нафтових і газових родовищ на великих глибинах у Дніпровсько-Донецькій і Карпатській нафтогазоносних провінціях Г. Н. Доленко був удостоєний почесного звання Лауреата Державної премії УРСР в галузі науки й техніки (1971), а за серію робіт з проблеми «Закономірності нафтогазонакопичення в земній корі» йому присуджено премію імені В. І. Вернадського АН УРСР (1977).  
Академік Доленко зробив вагомий внесок у зміцнення міжнародного авторитету України не тільки своїми численними друкованими працями, а й завдяки безпосередній участі у багатьох міжнародних конгресах, симпозіумах, колоквіумах, особистому спілкуванню ззарубіжними вченими. Зокрема, він був делегатом ХІ сесії Міжнародного Тихоокеанського конгресу (Токіо, 1966), VII Міжнародного седиментаційного конгресу (Лондон, 1967), Міжнародного колоквіуму по використанню Світового океану (Бордо, 1971), VIIІ Міжнародного седиментаційного конгресу (Гейдельберг-Ганновер) та ін., виступав із науковими доповідями у 13 країнах Європи, Азії та Америки, був дійсним членом багатьох наукових товариств, комітетів та рад. Один із керівників комісії Карпато-Балканської геологічної асоціації, Григорій Доленко був активним учасником геологічних форумів в Австрії, Польщі, Чехії, Румунії, Угорщині, Франції, ФРН, Великої Британії, Канаді, США, Японії.  
Помер Григорій Доленко 16 грудня 1990 р. у Львові і похований на Личаківському цвинтарі.  

## Вшанування пам'яті

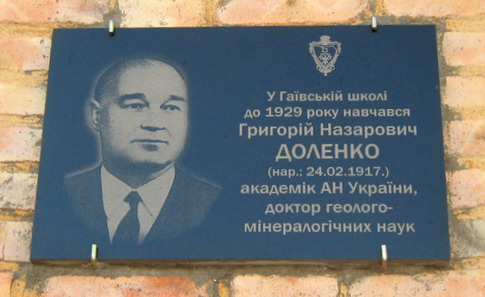
Меморіальна дошка про те, що у Гаївській школі навчався Григорій Назарович Доленко. Встановлено 1 вересня 2009 року. Знаходиться за адресою вулиця Академіка Доленка, №44, село Гаївка Кропивницького району.

● 1 вересня 2006 року  на фасаді Гаївської школи встановлену пам’ятну дошку про те, що тут навчався доктор геолого-мінералогічних наук, академік Григорій Назарович Доленко. Спонсор: підприємець Сергій Дапринда.

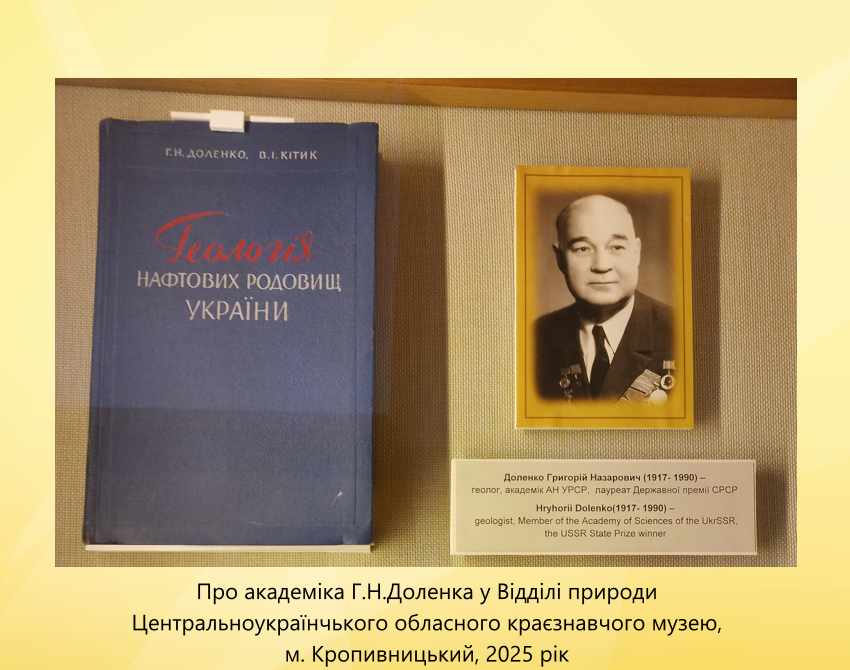
Про академіка Г.Н.Доленка. Фрагмент стенду у Відділі природи Центральноукраїнського обласного краєзнавчого музею, м.Кропивницький, 2025 рік.

● Один зі стендів відділу природи Центральноукраїнського обласного краєзнавчого музею містить фото Григорія Доленка та одну з книг, в написанні якої брав участь академік "Геологія нафтових родовищ України".
● На честь академіка Григорія Доленка названо три вулиці в Україні:
• Вулиця Академіка Доленка у селі Гаївці Кропивницького району Кіровоградської області (від 16.03.2017, рішення Гаївської сільської ради), колишня вулиця Центральна.
• Вулиця Григорія Доленка у місті Львові (від 19 квітня 2018, ухвала Львівської міської ради), до цього безіменна вулиця.
Була спроба переменувати вулицю у площу Григорія Доленка (від 7 червня 2018, розпорядження #272 міського голови Львова Андрія Садового).
• Вулиця Академіка Доленка у місті Кропивницькому (від 04 травня 2023, рішення #1556 Кропивницької міської ради), колишня вулиця Менделеєва.